# Tuomas Haapala
Tuomas Haapala (Lahti, 20 april 1979) is een Fins voetballer (middenvelder), die voor Tampere United speelt. Voordien speelde hij voor onder meer FC Lahti, MyPa-47 (waarmee hij in 2004 de Finse beker en in 2005 het Finse kampioenschap won) en Manchester City FC.

## Interlandcarrière
Haapala speelde zijn eerste interland voor Finland op 12 oktober 2005 (tegen Estland).

## Erelijst
MyPa-47
- Suomen Cup

2004
 HJK Helsinki
- Suomen Cup

2008